# Пылихин, Дмитрий Геннадьевич
Дми́трий Генна́дьевич Пылихин (род. 18 февраля 1971) — советский и российский футболист, играл на позиции полузащитника.

## Карьера
В 1991 году провёл 38 матчей за вторую команду «Пресни» из второй низшей лиги. В следующем году перебрался в «Динамо-Газовик», за который единственный матч в высшей лиге провёл 17 мая 1992 года в домашней игре 10-го тура против владикавказского «Спартака», на 60-й минуте матча выйдя на замену Вячеславу Камольцеву. Дальнейшая судьба игрока неизвестна.